# Pic Taylor
Pour les articles homonymes, voir Taylor.
Le pic Taylor (en anglais : Taylor Peak) est un sommet montagneux américain à la frontière des comtés de Grand et Larimer, dans le Colorado. Il culmine à 4 009 mètres d'altitude dans la Front Range, protégé au sein du parc national de Rocky Mountain. 